# De Papeloze Kerk
De Papeloze Kerk (letteralmente: "la chiesa senza parroco"; ufficialmente: Dolmen D49) è un dolmen rinvenuto nei pressi del villaggio olandese di Schoonoord (comune di Coevorden), nella provincia della Drenthe, e risalente all'epoca della cultura del bicchiere imbutiforme (4.000-2.700 a.C.) È annoverato tra I più celebri megaliti dei Paesi Bassi.

## Etimologia
Il nome "de papeloze kerk" fu dato al megalito dai protestanti, che qui nel corso del XVI secolo tenevano dei sermoni contro la fede cattolica (paap è infatti il termine olandese usato per indicare il prete cattolico). Questo genere di sermoni erano tenuti in modo particolare dal riformatore Menso Alting.

## Descrizione
Il dolmen si trova al nr. 118 della Slenerweg, nella Sleenerzand, regione boscosa situata tra i villaggi di Schoonoord e Noord-Sleen.

## Storia
Il megalito è citato nel 1819 da N. Westendorp, che in una sua lezione disse:
(N. Westendorp)
A partire dal 1848 iniziò ad essere usato nelle pubblicazioni il nome "de papeloze kerk".
Il dolmen fu registrato nel 1918: all'epoca si trovava in uno stato di conservazione disastroso.
Tra il 1958 e il 1959 fu perciò sottoposto ad un'ampia opera di restauro a cura di un archeologo di Groninga, il Prof. Albert Egges van Giffen (definito "il padre dei dolmen"), il quale si servì di massi provenienti da un altro sito.